# Zbigniew Suchodolski (malarz)
Zbigniew Suchodolski (ur. 19 marca 1911 w Krakowie, zm. 15 października 1998 w Kanadzie) – polski i kanadyjski malarz.

## Życiorys
W latach 1933–1938 studiował w krakowskiej Akademii Sztuk Pięknych pod kierunkiem Józefa Mehoffera, Xawerego Dunikowskiego i Kazimierza Sichulskiego. Podczas II wojny światowej został uwięziony w oflagu i przetrzymywany na terenie III Rzeszy. Po zakończeniu wojny był nauczycielem malarstwa w obozie dipisów w Willebadessen, a następnie w Lippstadt w Niemczech, organizował tam wystawy. W 1951 emigrował do Kanady, gdzie studiował na Uniwersytecie Montrealskim. Po ukończeniu nauki pracował jako nauczyciel w szkołach oraz prowadził kursy artystyczne. Tworzył malarstwo sztalugowe, drzeworyt, grafikę i fotografię, jego prace uczestniczyły w wystawach zbiorowych i indywidualnych, a także podczas plenerów malarskich w Rawdon.
Pochowany na Cimetière Notre-Dame-des-Neiges w Montrealu.